# Историческая геология
Историческая геология (уст. Геологическая история) — геологическая наука, изучающая историю и закономерности геологического развития Земли. Она используются данные и методы стратиграфии и геохронологии, палеогеографии, исторической геотектоники, исторической геодинамики, и связана с региональной геологией, палеонтологией, литологией, минералогией, петрологией, геохимией, геофизикой и использует их методы.

## Описание
Историческая геология изучает:
- возраст горных пород, то есть хронологическую последовательность их образования и положение в разрезе земной коры, остатки вымерших животных и растений и историю развития органического мира.
- физико-географические условия земной поверхности — положение суши и моря, рельеф, климат, существовавшие в разное время геологической истории.
- тектоническую обстановку и характер магматической деятельности минувших эпох, развитие земной коры, историю возникновения и развития дислокаций — поднятий, прогибов, складок, разрывных нарушений и других тектонических элементов.
- закономерную приуроченность месторождений полезных ископаемых к определённым структурам, магматическим телам, своеобразным комплексам геологических образований